# Mäschit Jessenbajew
Mäschit Töleubekuly Jessenbajew (kasachisch Мәжіт Төлеубекұлы Есенбаев, russisch Мажит Тулеубекович Есенбаев; * 28. April 1949 in Pawlodar, Kasachische SSR) ist ein kasachischer Politiker.

## Leben
Er studierte am Kasachischen Polytechnischen Institut, wo er 1972 einen Abschluss erlangte.
Nach seinem Abschluss arbeitete er als Ökonom am Forschungsinstitut für Wirtschaftsplanung des staatlichen Planungsausschusses der Kasachischen SSR. Von 1975 bis 1979 war er beim Staatlichen Plankomitee der Sowjetunion in Moskau tätig und anschließend in den folgenden zwei Jahren war er wissenschaftlicher Mitarbeiter des Forschungsinstituts für Wirtschaftsplanung des staatlichen Planungsausschusses der Kasachischen SSR. Ab 1981 war er Dozent für marxistisch-leninistische Philosophie und politische Ökonomie am Pädagogischen Institut in Karaganda und ab 1989 stellvertretender Leiter der Planungs- und Wirtschaftsabteilung des Rates der Volksdeputierten in Karaganda. 1991 war er stellvertretender Vorsitzender des regionalen Rates der Volksdeputierten in Karaganda und Vorsitzender des Wirtschaftsausschusses von Karaganda.
Nach der Unabhängigkeit Kasachstans wurde er 1992 stellvertretender Leiter der Regionalverwaltung von Karaganda sowie Vorsitzender des Ausschusses für Wirtschaft und Finanzen. Ab Dezember 1994 bekleidete er den Posten des Leiters staatlichen Steuerinspektion des Ministeriums für Finanzen sowie erster stellvertretender Finanzminister. Von September 1996 an war er Vorsitzender des Staatlichen Steuerausschusses und ab Juli 1997 wurde er zum Äkim (Gouverneur) des Gebietes Qaraghandy ernannt. Ab Oktober 1999 war Jessenbajew im Kabinett von Premierminister Qassym-Schomart Toqajew Finanzminister Kasachstans. Am 28. August 2002 wurde er Minister für Wirtschaft und Handel und von 2003 bis 2004 war er Assistent des kasachischen Präsidenten. Am 20. März 2004 wurde er zum Äkim des Gebietes Aqmola ernannt. Diesen Posten hatte er rund vier Jahre inne, bevor er im Januar 2008 Vorsitzender der Agentur für den Schutz des Wettbewerbs wurde. Von Februar 2012 bis September 2013 war er Vorsitzender des Zollkontrollkomitees des Ministeriums für Finanzen. Im Anschluss daran ging Jessenbajew in die Wirtschaft, so war er von 2013 bis 2014 Berater des Vorstandsvorsitzenden der Halyk Bank und seit Februar 2014 ist er Vorstandsvorsitzender der Holding Group Almex.